# Seweryn Barbag
Seweryn Eugeniusz Barbag (* 4. September 1891 in Przemyśl; † 26. September 1944 in Otwock) war ein polnischer Komponist, Musikwissenschaftler und -pädagoge.

## Leben
Barbag studierte an der Universität Wien Musikwissenschaft bei Guido Adler und Komposition bei Ludomir Różycki, Henryk Melcer-Szczawiński und Joseph Marx. Außerdem nahm er bei Melcer-Szczawiński und Marx Klavierunterricht. Kurz vor Ausbruch des Zweiten Weltkrieges übernahm er am Konservatorium von Lemberg den Lehrstuhl für Musiktheorie und -geschichte. Zu seinen Schülern zählen Stanisław Skrowaczewski, Stanisław Wisłocki und Roman Haubenstock-Ramati.
Alle Kompositionen Barbags, die nur in Manuskripten existierten, sind verlorengegangen, ebenso seine Dissertationsarbeit Die Lieder von Robert Franz und die musiktheoretische Schrift Harmonia intertonalna. Sein Studium o pieśniach Chopina war die erste Schrift über das Liedschaffen Fryderyk Chopins, die in Polen erschien. Sein Hauptwerk ist die 1927 erschienene Systematykę muzykologii, mit der er anknüpfend an seinen Lehrer Adler und Hugo Riemanns Grundriß der Musikwissenschaft die systematische Musikwissenschaft in Polen begründete. Über seine Lebensumstände nach 1939 und die Umstände seines Todes ist nichts bekannt.

## Kompositionen
- Vox humana, sinfonische Dichtung
- Visions grotesques für Orchester
- Symphonia terrestris für Orchester
- Sekstet smyczkowy
- Kosmos für Geige und Klavier
- Sonata für Geige und Klavier
- Sonata für Geige solo
- Sonata für Cello und Klavier
- Panergon für Klavier
- Sonata für Klavier
- Trois Poèmes für Klavier
- Jeunesse et nature für Klavier
- Klavierkonzerte